# Lubou Paszkouska
Lubou Paszkouska (biał. Любоў Пашкоўская, ros. Любовь Пашковская, Lubow Paszkowska; ur. w 1985) – białoruska przedsiębiorczyni, analityczka systemów, współzałożycielka i dyrektorka firmy Verv, jedyna Białorusinka umieszczona przez Forbes na liście „Europe's Top 50 Women in Tech 2018”.

## Życiorys
Urodziła się w 1985 roku. Ukończyła studia na Wydziale Technologii Informacyjnych i Zarządzania Białoruskiego Państwowego Instytutu Informatyki i Radioelektroniki, uzyskując tytuł magistra nauk technicznych. Mieszka w Mińsku, jest z zawodu analityczką systemów. Swoją karierę rozpoczęła jako testerka oprogramowania, po czym 5 lat później została szefową Działu Rozwoju Mobilnego w jednej z największych białoruskich firm branży IT – Viaden Media. W 2013 roku wraz z programistą Iharem Judinem i marketolożką Natalią Bachar´ założyła zarejestrowany w Mińsku startup Red Rock Apps, w którym objęła funkcję dyrektorki. Firma ta została w 2015 roku przemianowana na Verv Inc. i zarejestrowana w Henderson w Nevadzie. Zajmuje się ona produkcją aplikacji mobilnych dla systemu Android do fitnessu, treningów, biegania i odchudzania. W 2018 roku osiągnęła roczny przychód rzędu 30 milionów dolarów i zaliczana była do najpopularniejszych wydawców tego rodzaju aplikacji w Europie oraz USA. Według rankingów Google, produkty Verv Inc. znajdowały się na liście 100 najbardziej popularnych w ponad 10 krajach.
Liczba ich użytkowników w 2019 roku zbliżała się do 75 milionów (według innego źródła zostały zainstalowane ponad 1 milion razy); miały one więcej pobrań niż analogiczne produkty Fitbit czy Nike. W październiku 2018 roku Lubou Paszkouska została umieszczona przez Forbes na liście „Europe's Top 50 Women in Tech” w kategorii „Technologie konsumenckie”. Była na niej jedyną Białorusinką. W 2019 roku znalazła się na 140. miejscu listy 200 najbardziej wpływowych i odnoszących sukcesy przedsiębiorców Białorusi, tworzonej przez białoruski portal „Jeżedniewnik”.